# Pohledový beton

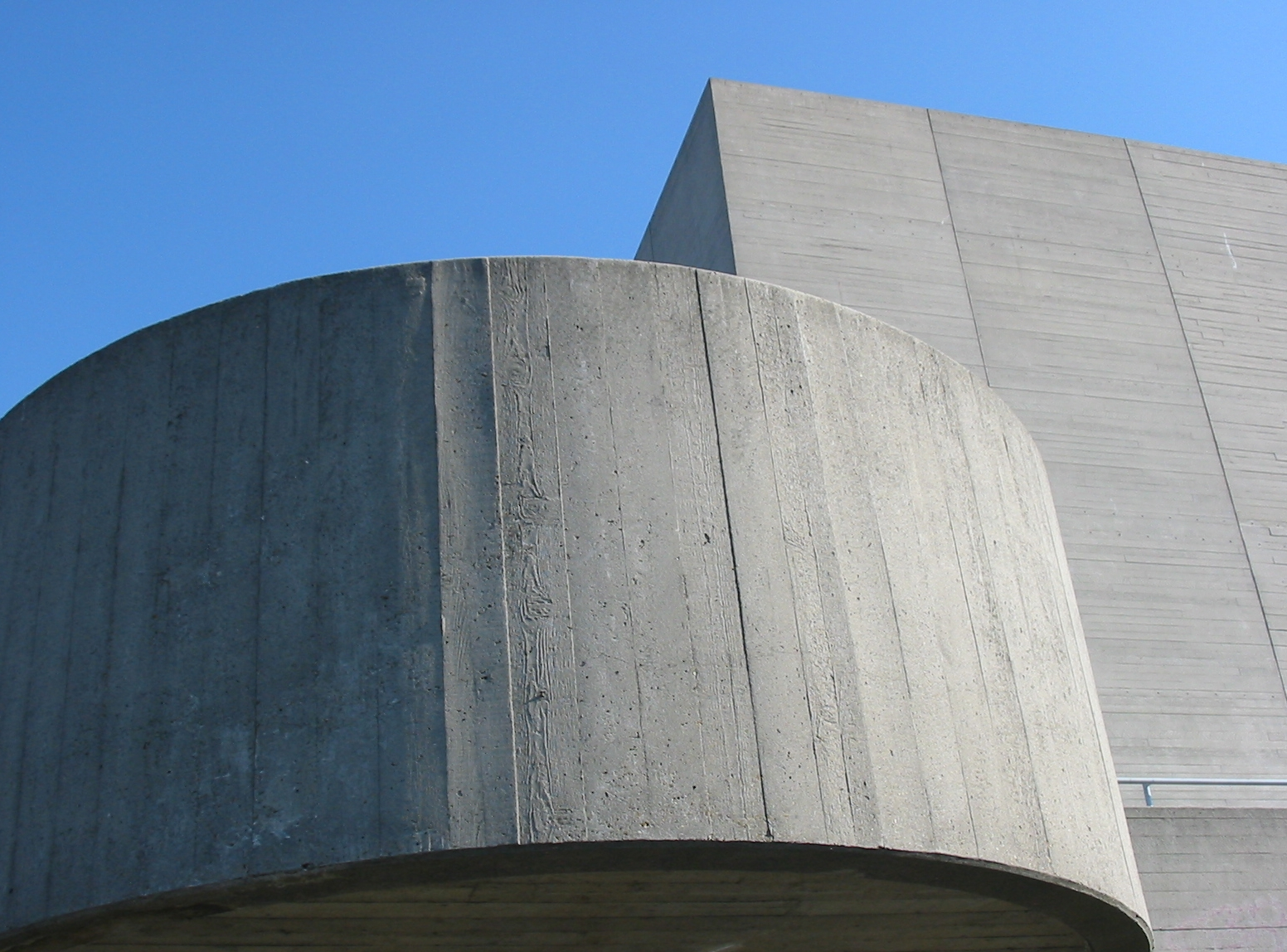
Geometrický tvar konstrukce
(Národní divadlo Londýn)

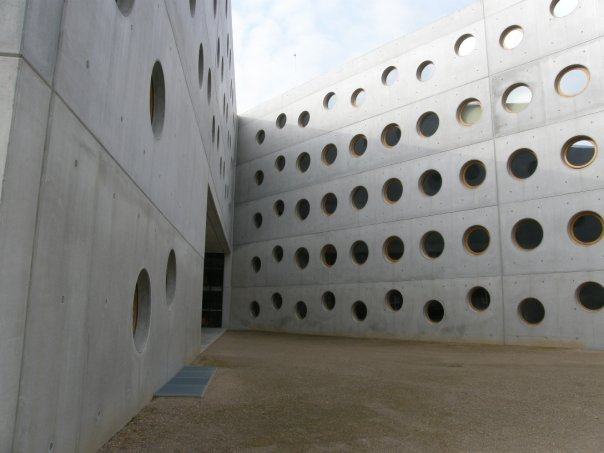
Členění ploch konstrukce
svislými a vodorovnými spárami
(Knihovna Hradec Králové)

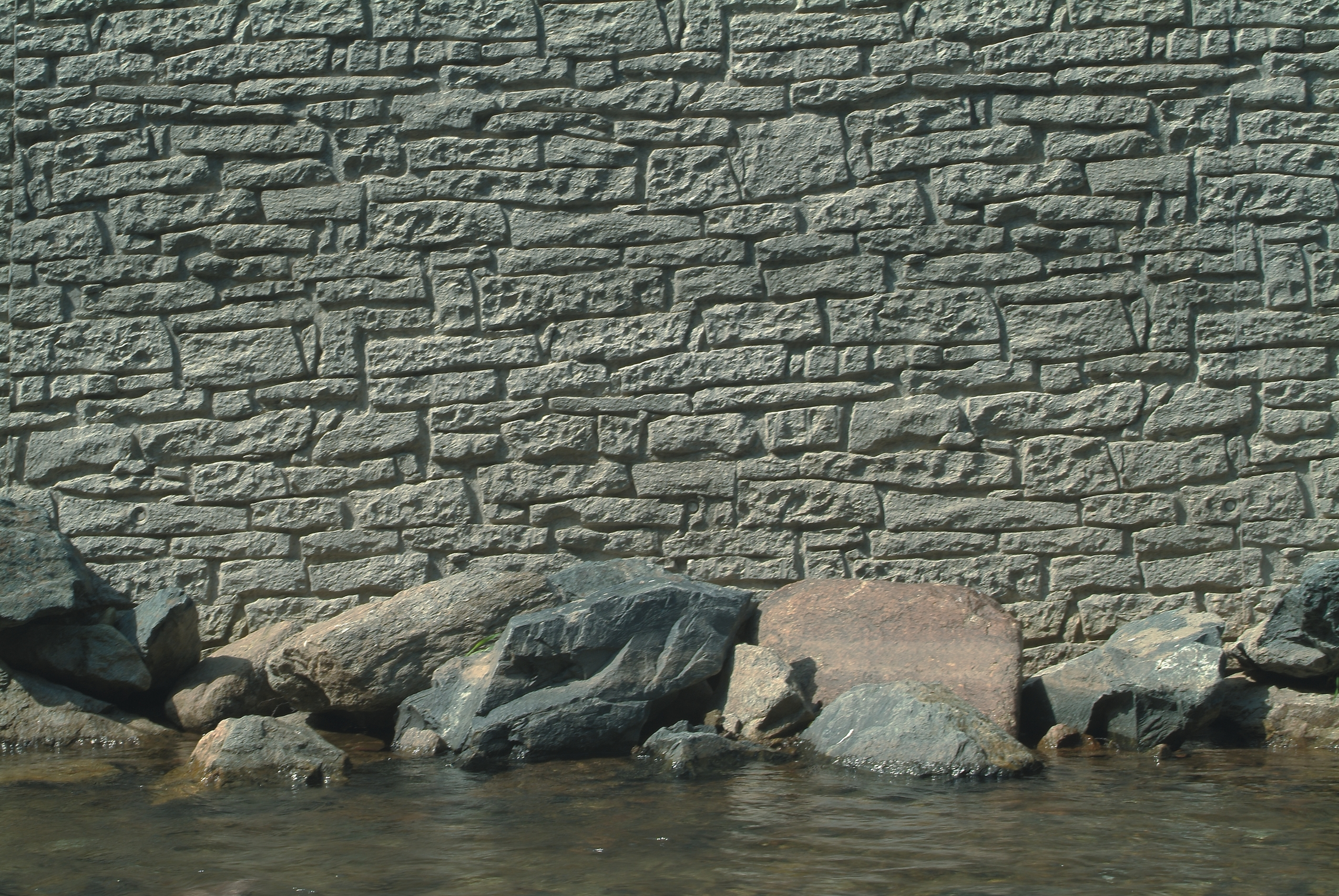
Struktura betonové zdi vytvořená vložením plastové matrice do bednění
(NOE-Schaltechnik, Süßen)

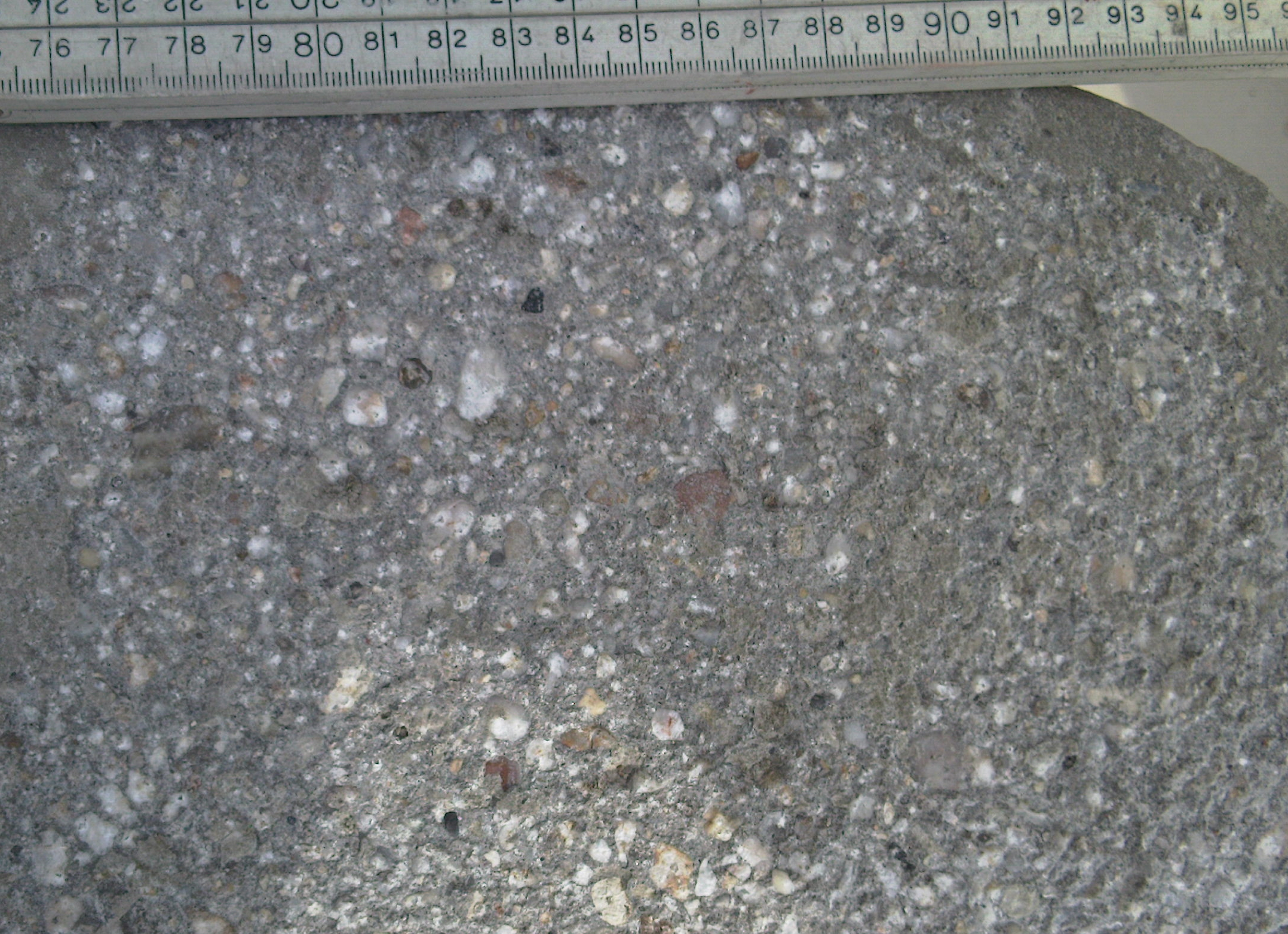
Pemrlovaný povrch betonu

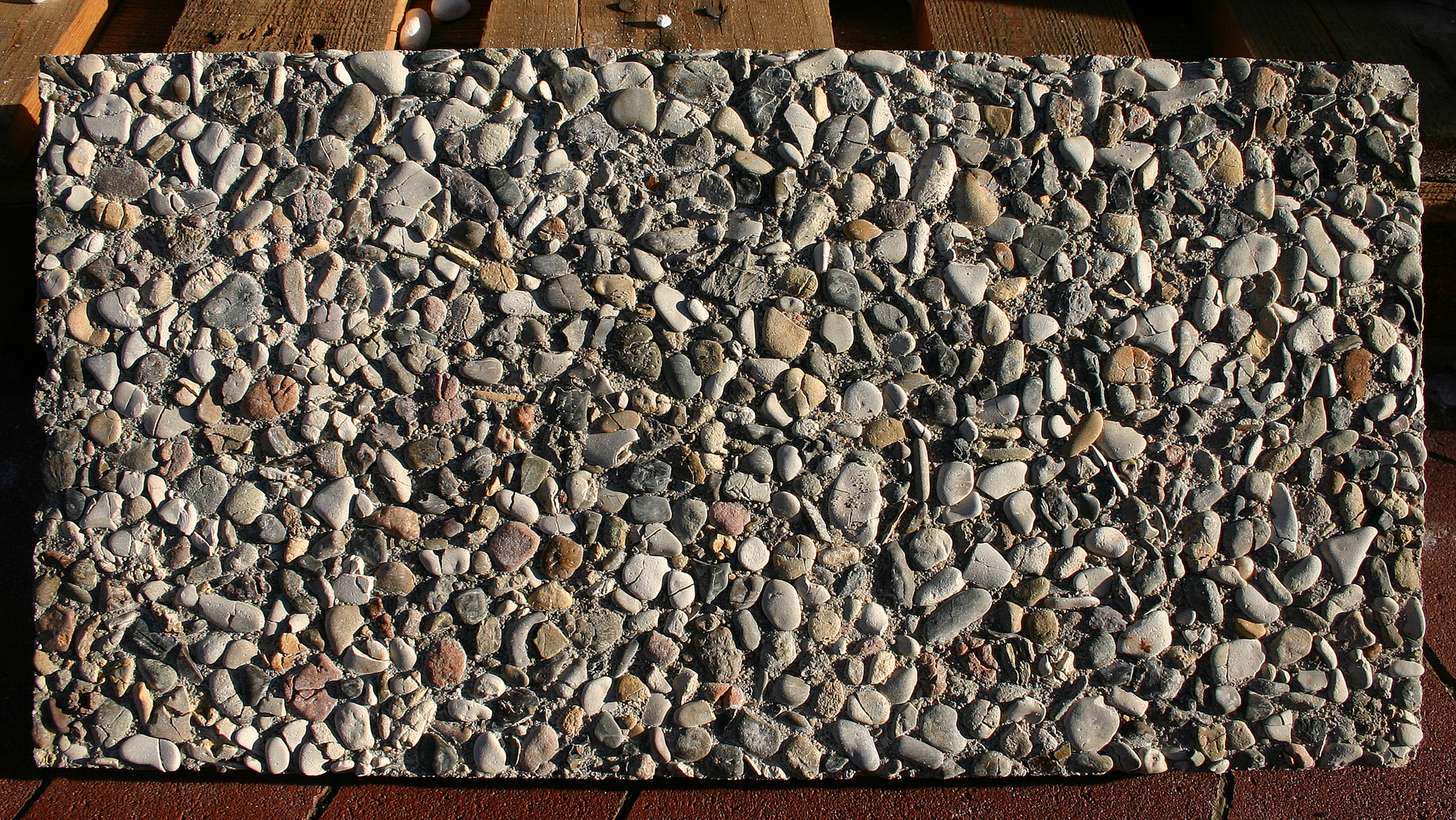
Vymývaný povrch betonu,
(asi 80 × 40 cm)

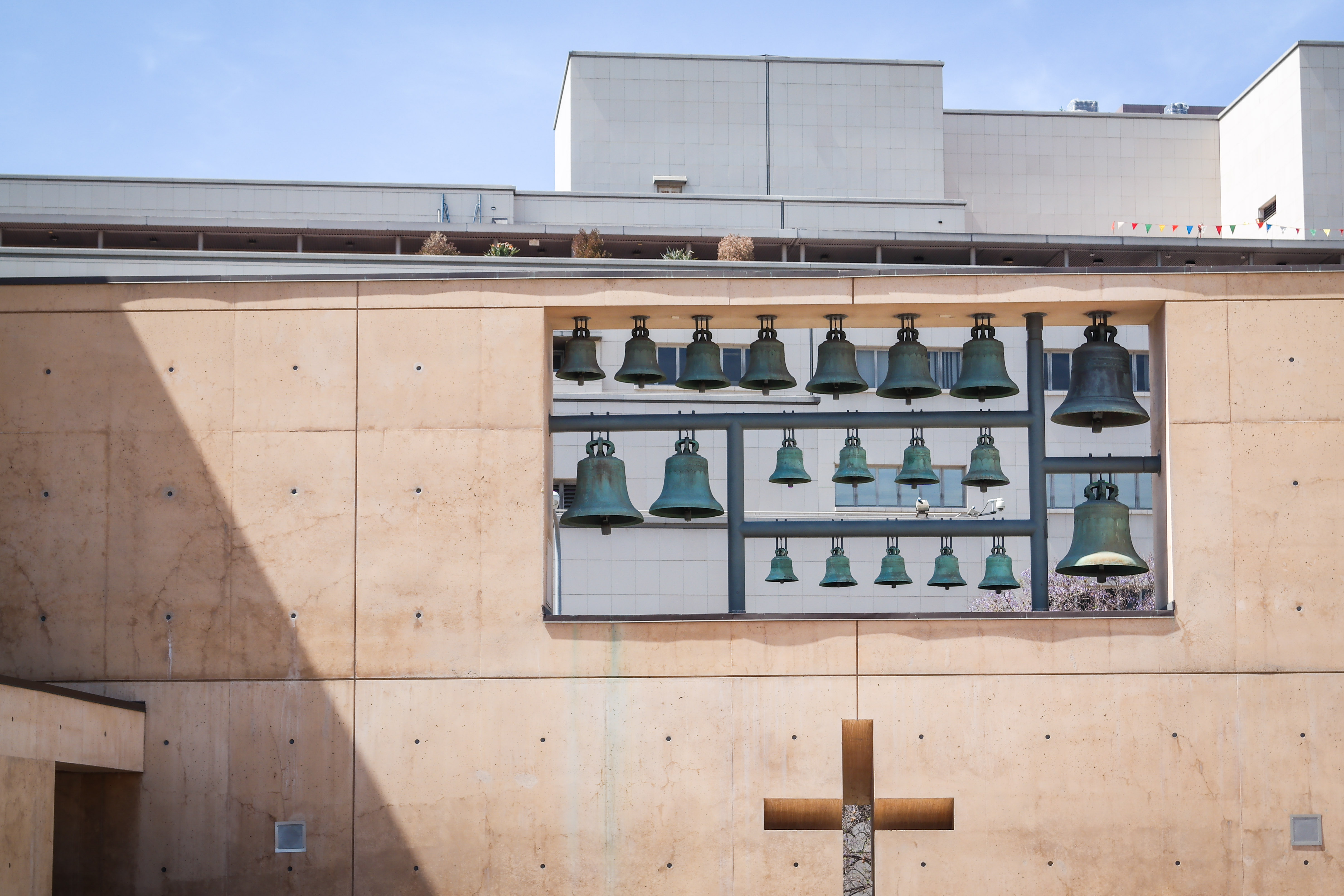
Konstrukce z barevného betonu
(Katedrála Panny Marie Andělské v Los Angeles)

Pohledový beton (francouzsky: Béton brut, německy: Sichtbeton, anglicky: faced concrete, béton brut, raw concrete etc) je označení pro viditelný povrch betonové konstrukce, který se manifestuje svým vlastním charakterem. Beton následně nepokrývan – neomítaný, neobkládaný. Nejčastěji je to beton "jen odbedněný", pod pojem se (spíše výjimečně) někdy vejde i beton: broušený, tryskaný, (úměrně) tmelený, barvený, penetrovaný. V zásadě je to beton jen odbedněný.
Počátek hledejme v prvních dekádách 20. století (některá díla Roberta Maillarta a Augusta Perreta). Pravý rozvoj nastal s vývojem díla Le Corbusiera a jeho Unité d'habitation v Marseille a v Berlíně. Pohledový beton je vysoce rozvinutou technologií, hromadně a univerzálně užívanou. Zvlášť oblíbený je ale ve Švýcarsku, Francii, Japonsku, Rakousku, Slovensku, Slovinsku, Chorvatsku, Itálii, Německu a Brazílii, nebo všude tam, kde jsou rozsáhlé zdroje vápencové horniny a značná produkce cementu. Projektant, (zpravidla architekt), určuje následující vlastnosti:
- geometrický tvar konstrukce
- členění ploch konstrukce
- strukturu povrchu
- barvu betonu

## Geometrický tvar konstrukce
Beton je stavební materiál, který umožňuje vytvářet rovinné i zakřivené plochy. Betonové konstrukci dává její tvar bednění, které musí umožnit splnění architektových představ. Pro zakřivené plochy je zpravidla nutné vyrobit individuální bednění. Výjimku tvoří plochy kolmých válců. Pro sloupy kruhového průřezu jsou vyráběna systémová bednění standardizovaných rozměrů a pro větší plochy mají systémová bednění k dispozici zařízení, která zajistí požadované zakřivení překližek bednicího pláště.
Požadovaný geometrický tvar konstrukce je určen výkresem tvaru, v němž jsou definovány rozměry, sklony, zakřivení, výstupky, otvory atd.

## Členění ploch konstrukce
Pro konstrukce z pohledového betonu je zpravidla zapotřebí stanovit také rozčlenění ploch. Přirozené rozčlenění plochy, které je dáno otiskem spojů jednotlivých bednicích dílců, může být ještě zdůrazněno úpravou bednění. Požadované rozčlenění jednotlivých ploch určuje architekt tzv. spárořezem. Při návrhu spárořezu je nutné vycházet ze standardizovaných rozměrů systémových bednění a zvažovat rovněž umístění nutných pracovních spar vznikajících při betonáži.

## Struktura povrchu
Struktura povrchu plochy pohledového betonu je primárně dána vlastnostmi materiálu, ze kterého je zhotoven bednicí plášť, což je část bednění, která je v dotyku s ukládaným čerstvým betonem při betonáži. Bednicí plášť se zhotovuje z prken nehoblovaných i hoblovaných, překližky, může být také z plechu. Na plášť mohou být upevněny pryžové nebo plastové matrice.
Plochy zatvrdlého betonu mohou být strukturovány dodatečnými úpravami, při kterých je narušován povrch betonu. Užívá se zejména:
- Pemrlování
- Otryskávání pískem
- Vymývání
- Broušení
- Leštění

## Barva
Základní barvou betonu je šedá. Různé odstíny šedé v ploše pohledového betonu jsou způsobeny jiným vodním součinitelem čerstvého betonu. Beton s nízkým vodním součinitelem je tmavší a tento barevný rozdíl zůstává i při stárnutí konstrukce stále patrný. Při míchání čerstvého betonu se do záměsi přidávají různé pigmenty, které probarví beton v celé hmotě.

## Odlévané tvary: reliéfy, číslice, písmena a nápisy
Při rozvoji pohledového betonu rychle vyšlo najevo, že lze do něho odlévat různé reliéfní znaky. Tato technologie se posléze rozvinula a precizovala. Jsou odlévány jak náročné výtvarné reliéfy, piktogramy, čísla vchodů nebo oddílů, nápisy nebo firemní emblémy a loga. Tyto způsoby jsou široce rozšířené a užívané a odpovídá tomu i nabídka specializovaných firem s matricemi číslic a liter různých velikostní pro kontrareliéfní (intaglie), basreliéfní i haut-reliéfní odlitky. Obvykle ze silikonu, polystyrenu, gumy nebo překližky.

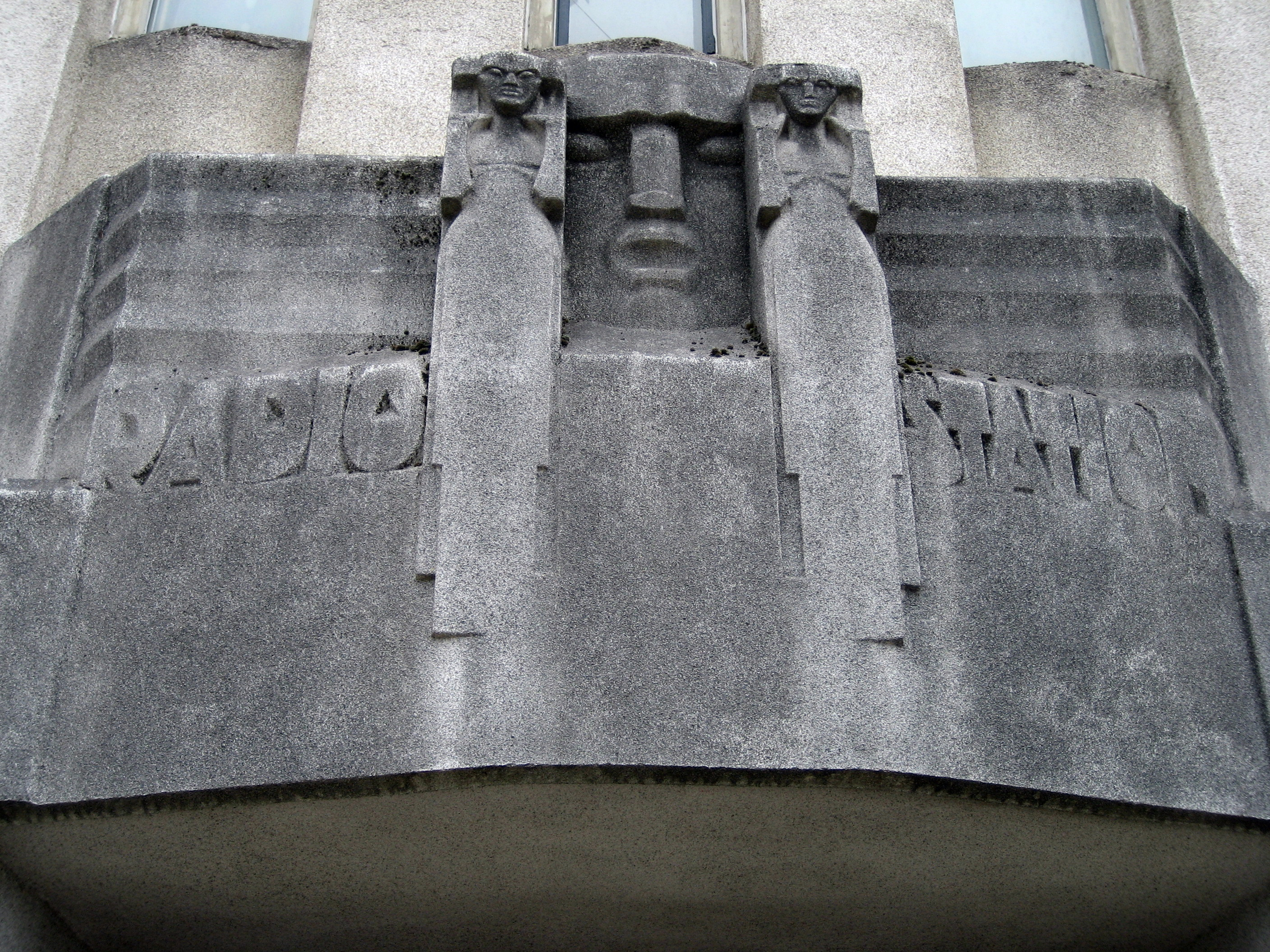
Radio Kootwijk
Banka San Jerónimo, Madrid
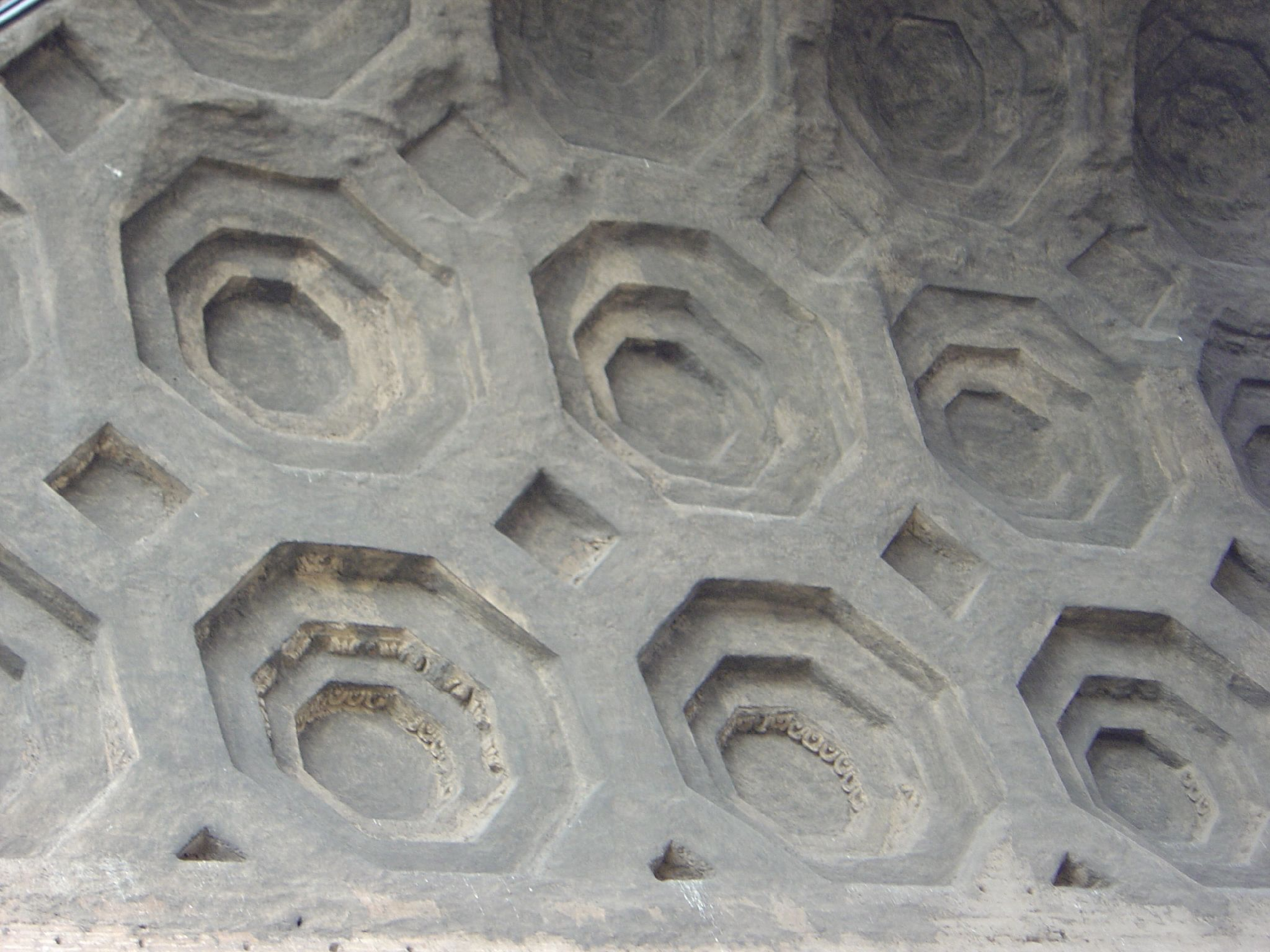
Odlitky v betonu (tentokrát ještě "římském") jsou prastaré. Byly už ve starověkém Římě. Pantheon
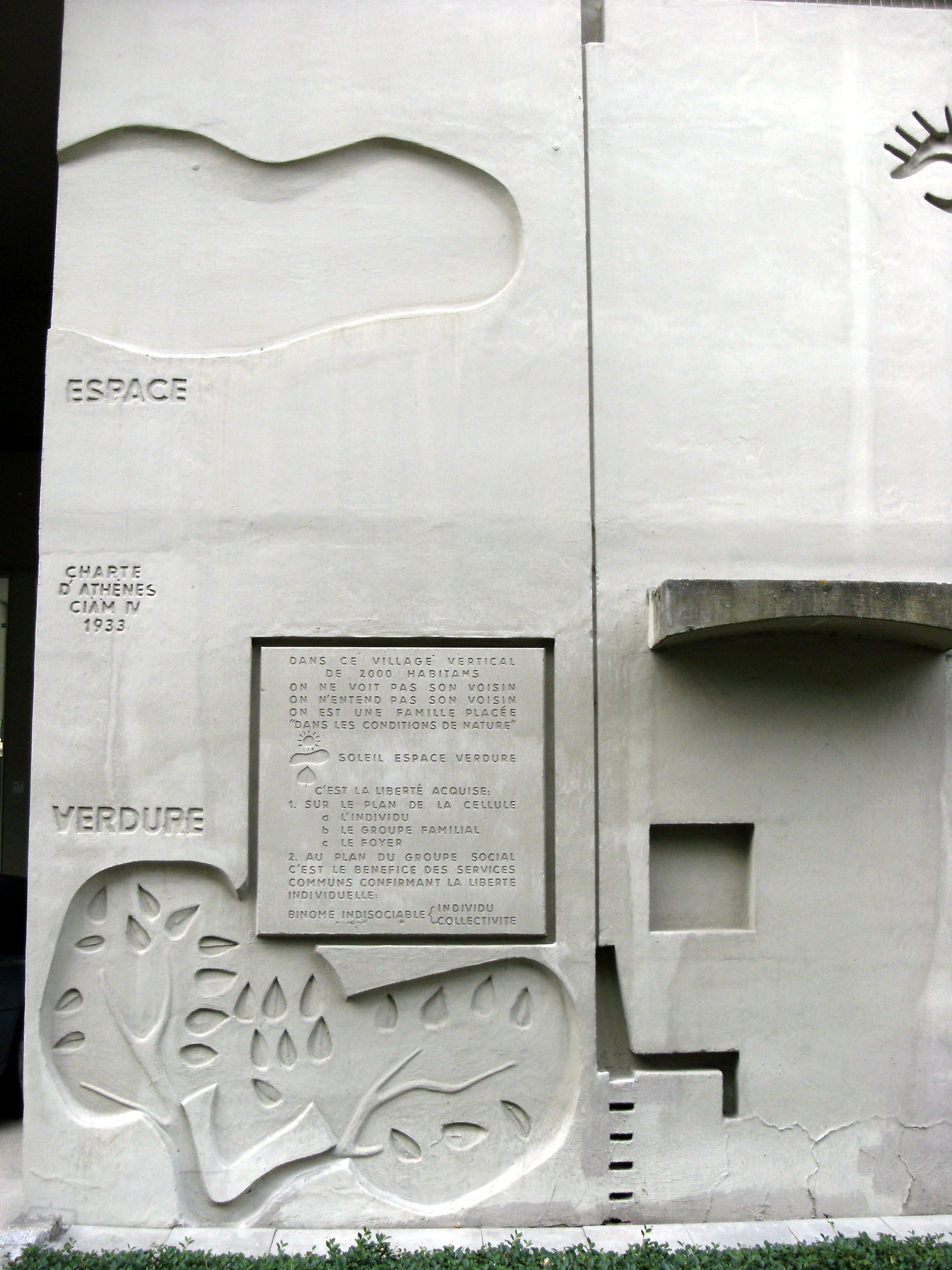
Le Corbusier, Unite d´habitation, Berlin
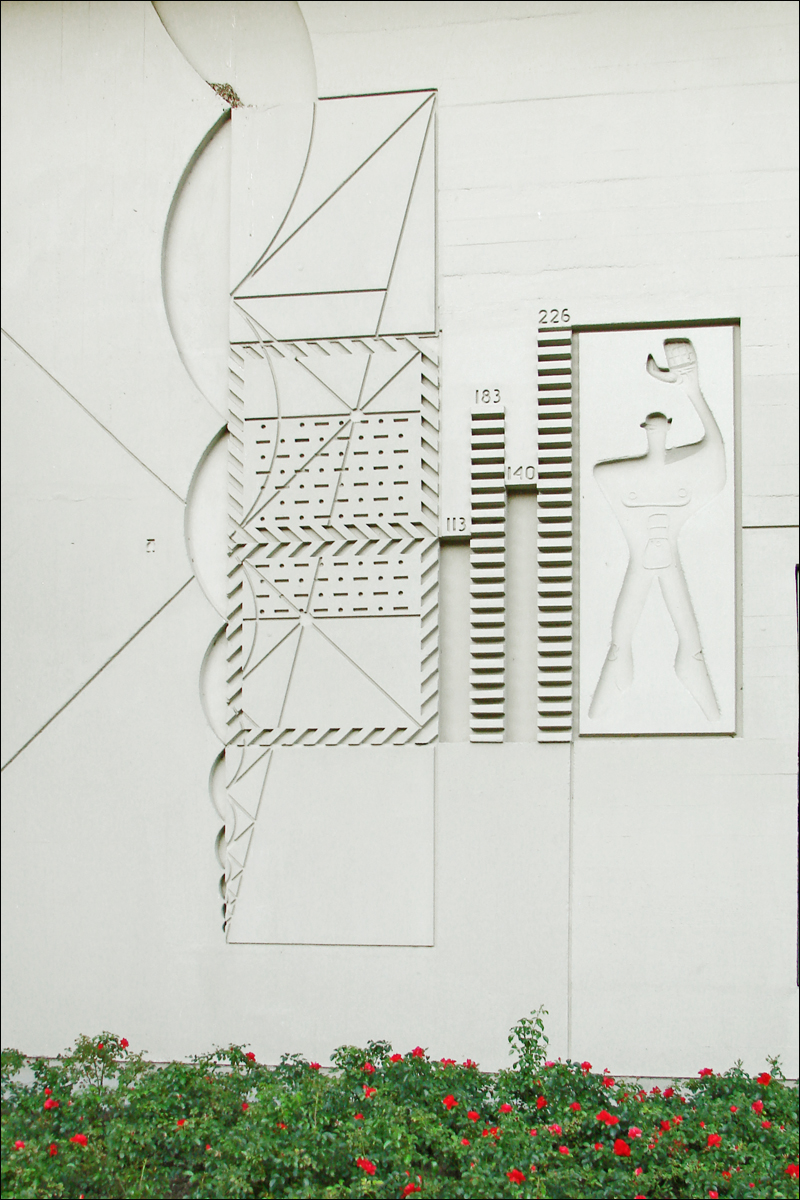
Le Corbusier, Unite d´habitation, Berlin
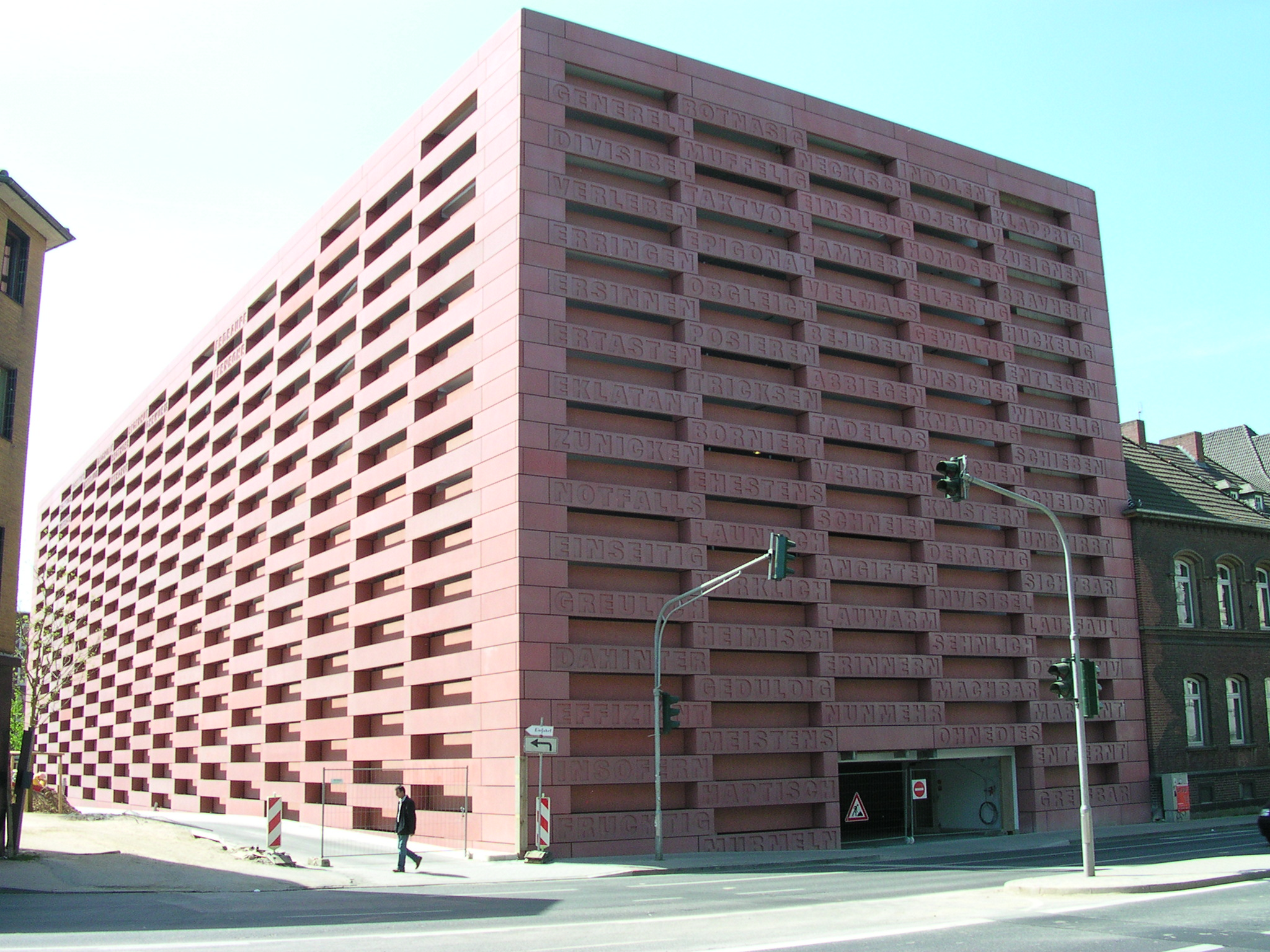
parkovací dům Cáchy. Odlévané nápisy
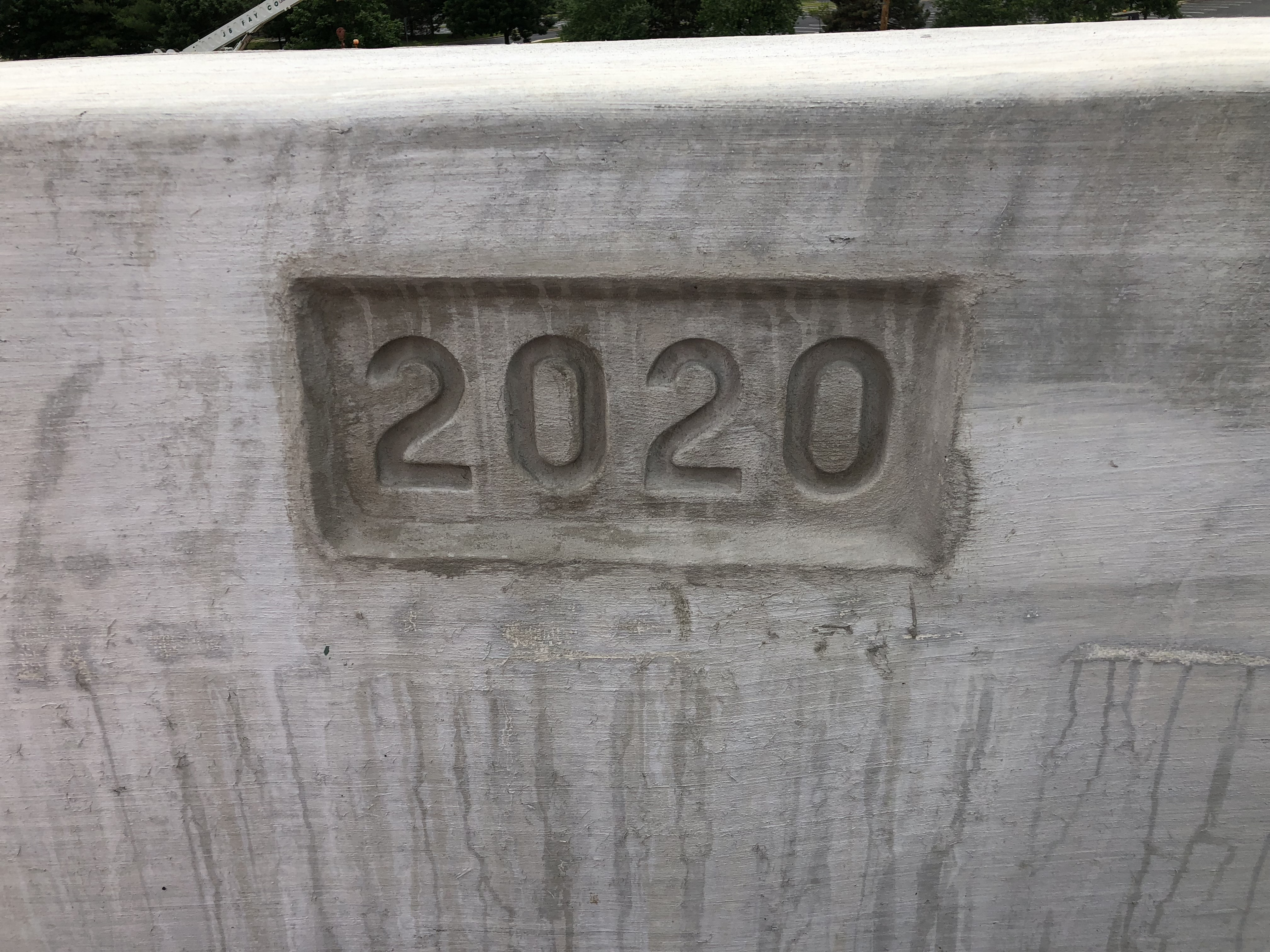
Vročení v dokončeném pohledovém betonu-odlitek číslic Washingnon National Pike

## Hybatelé
Významnými tvůrci s velkou záslkuhou na rozvoji, a univerzálním rozšíření pohledového betonu byli architekti a inženýři: Robert Maillart, Le Corbusier, Oscar Niemeyer, Luigi Snozzi, Tadao Ando, Arata Isozaky,

## Pohledový beton v umění
Ve 20. století se stal pohledový beton také předmětem vážného nakládání při vytváření skulptur a předními protagonisty toho byli Pablo Picasso, Jean Dubuffet a Le Corbusier.

## Třídy pohledového betonu
Podle stoupajících nároků na vzhled jsou betonové plochy rozděleny do pěti tříd:
| Třída pohledového betonu | Požadavky na plochy betonu          | Příklady použití                                                                             |
| ------------------------ | ----------------------------------- | -------------------------------------------------------------------------------------------- |
| PB0                      | nejsou kladeny žádné požadavky      | tzv. režný beton (např. plochy základů v zemi, omítané, obkládané či jinak zakrývané plochy) |
| PB1                      | jsou kladeny nízké požadavky        | interiéry garáží, sklepů, opěrné stěny, jednoduchá oplocení                                  |
| PB2                      | jsou kladeny vysoké požadavky       | běžné dopravní stavby, exteriéry běžných budov, dekorativní oplocení                         |
| PB3                      | jsou kladeny velmi vysoké požadavky | interiéry budov a exteriéry budov s vysokými požadavky                                       |
| PBS zvláštní třída       | architektonicky exponované plochy   | reprezentativní stavby mimořádného významu                                                   |

Příklady tříd pohledového betonu
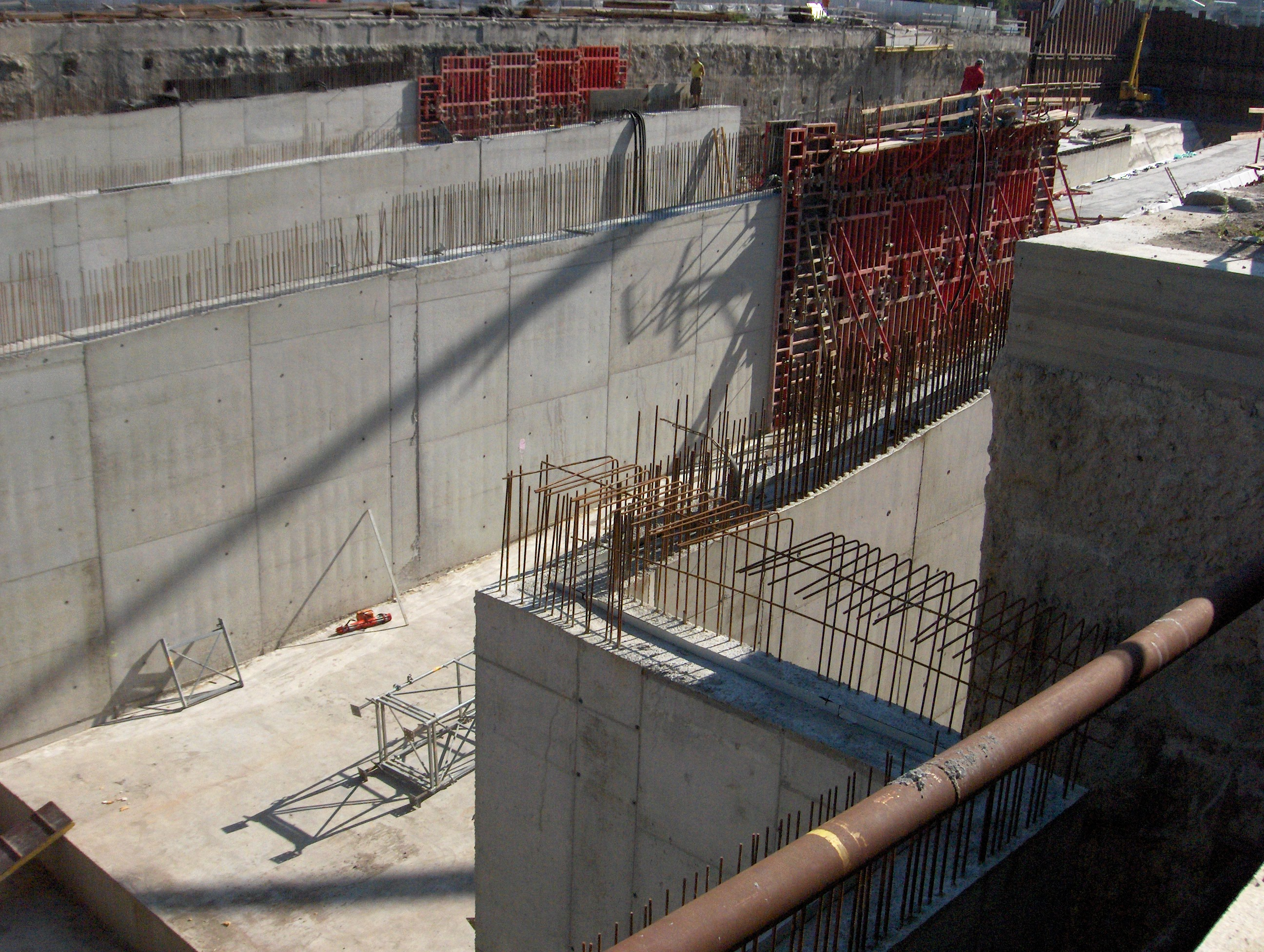
PB0 Vjezdy do tunelu Blanka v Praze Tróji
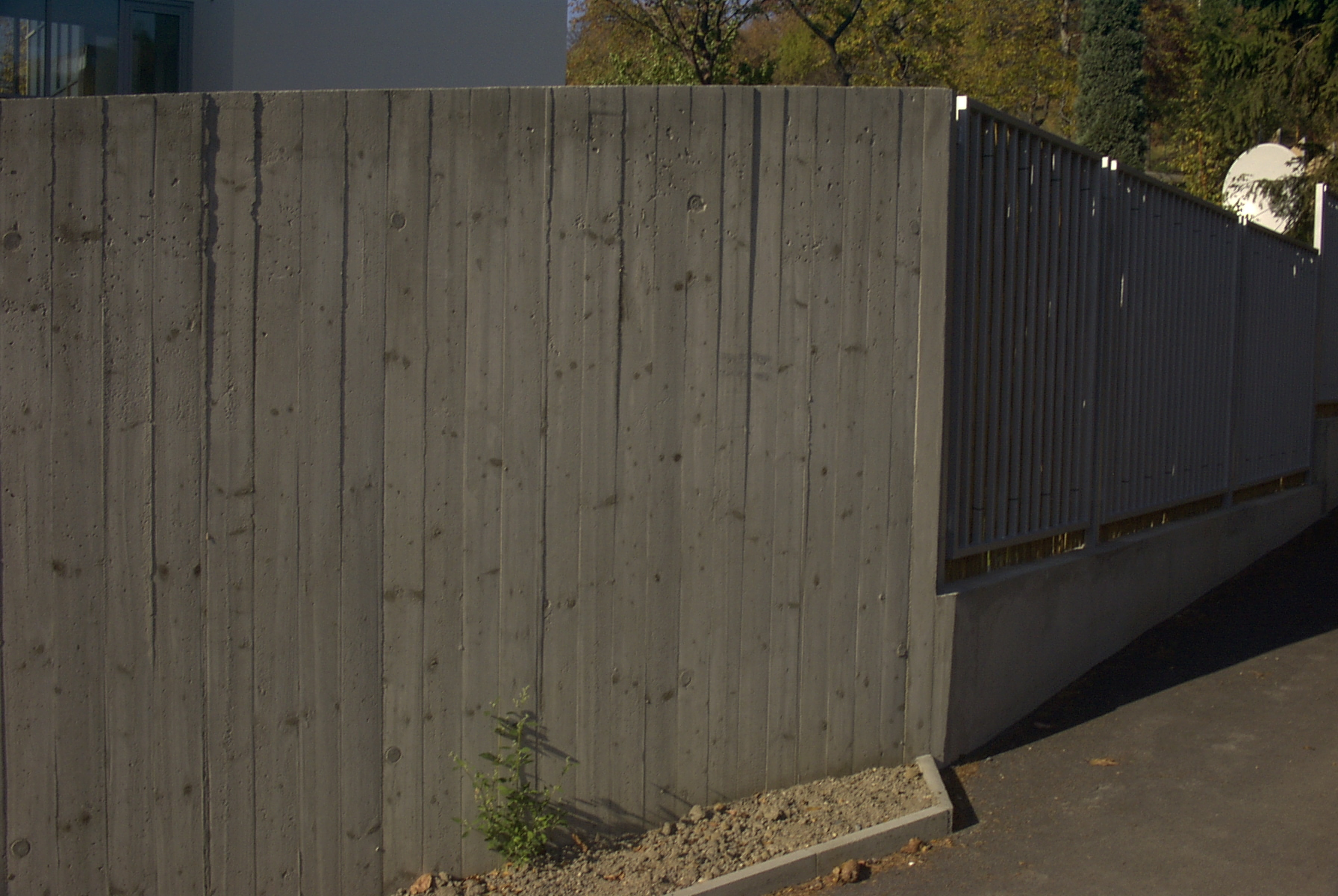
PB1 Oplocení rodinného domu v Praze Tróji
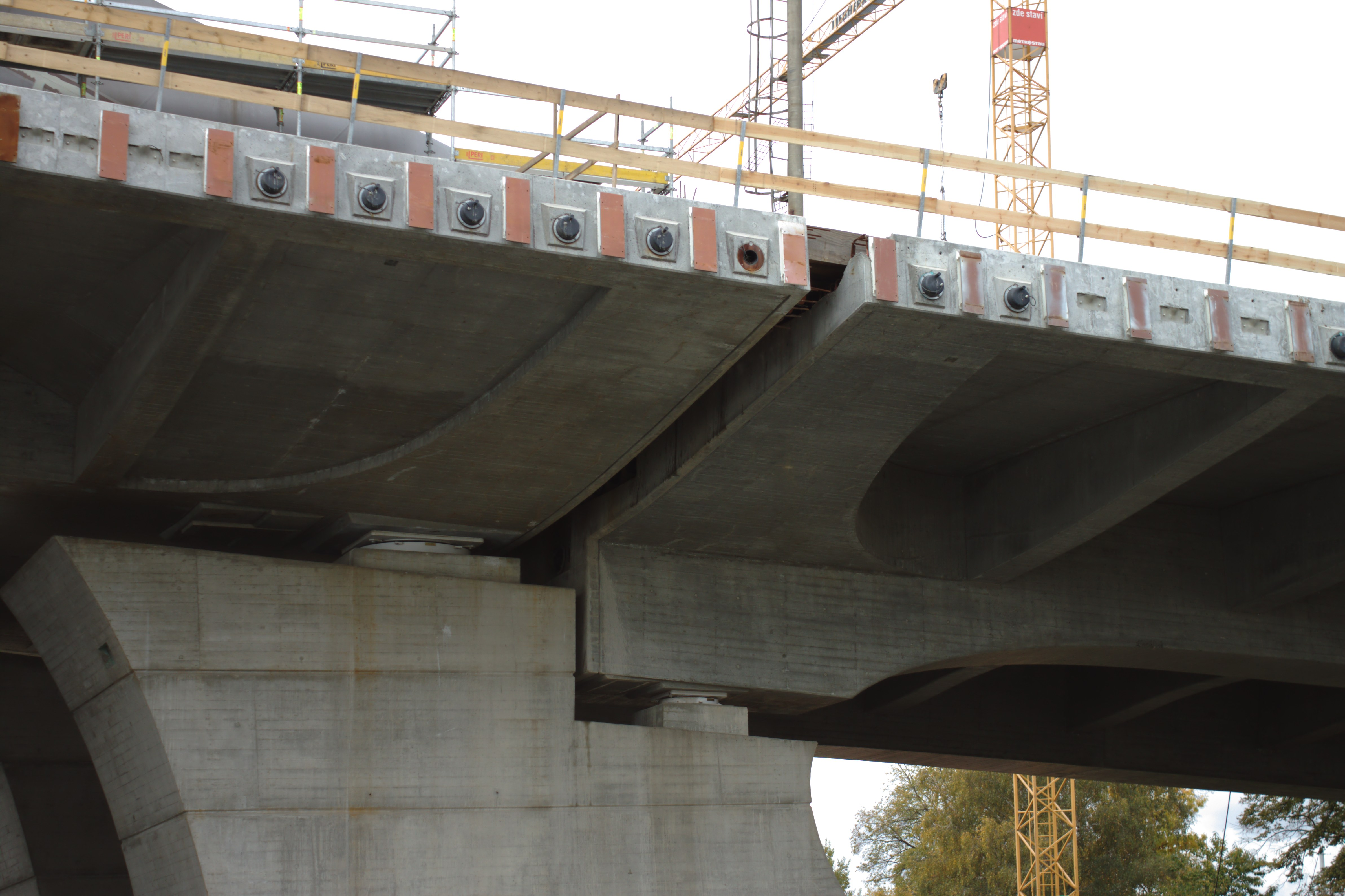
PB2 Trojský most Praha
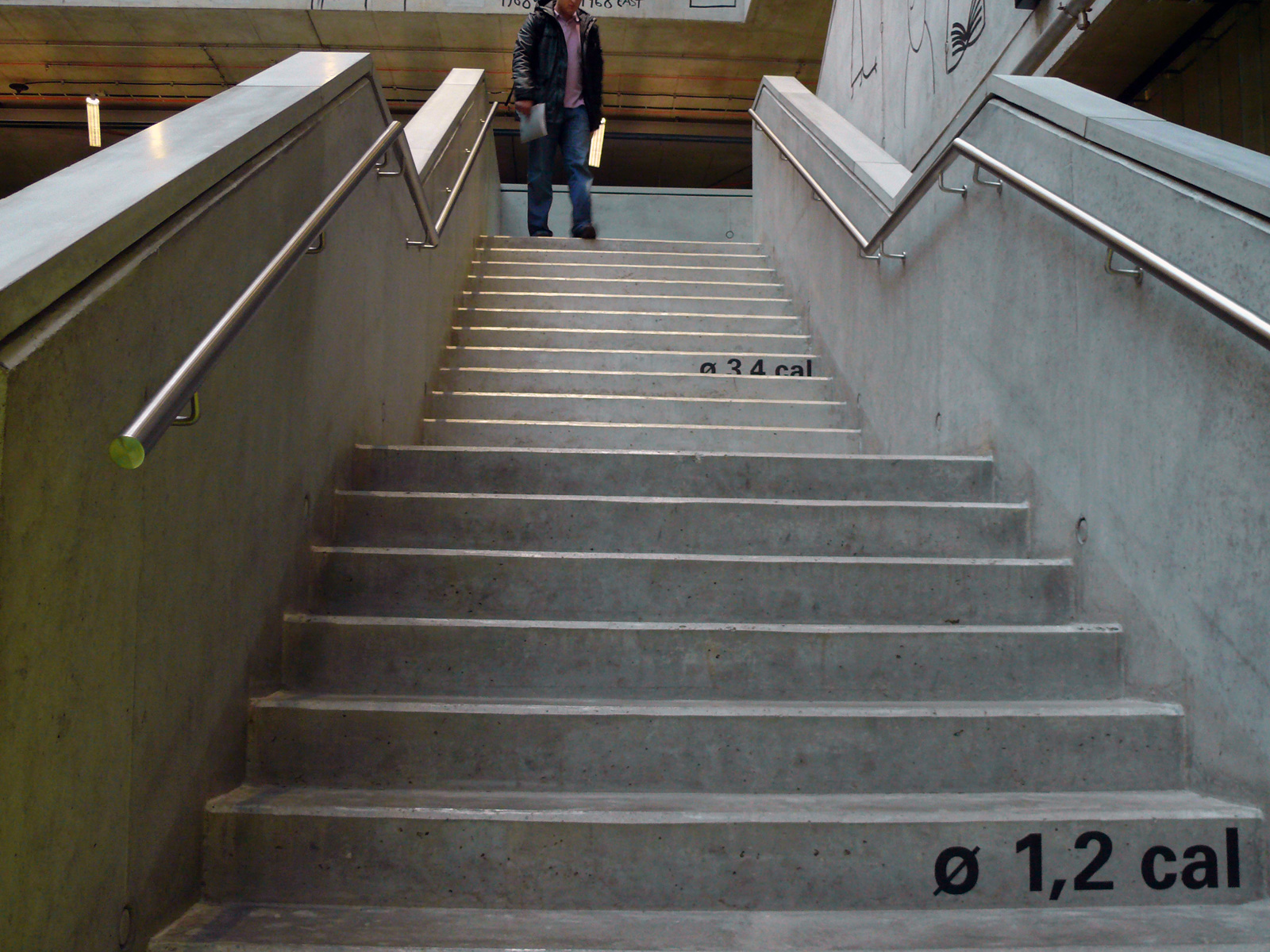
PB3 Národní technická knihovna Praha
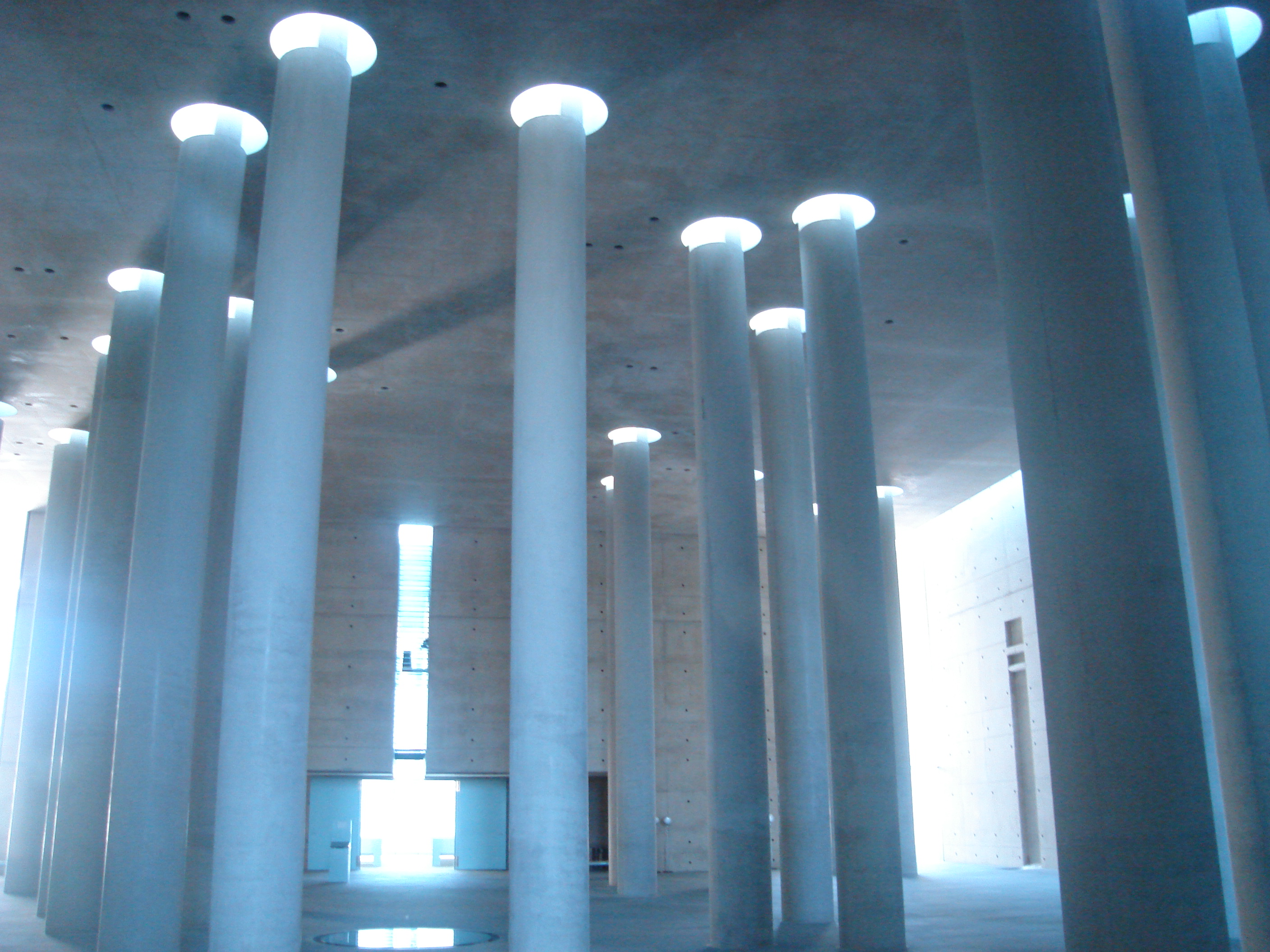
PBS Krematorium Blumenweg Berlín

## Posuzování vzhledu

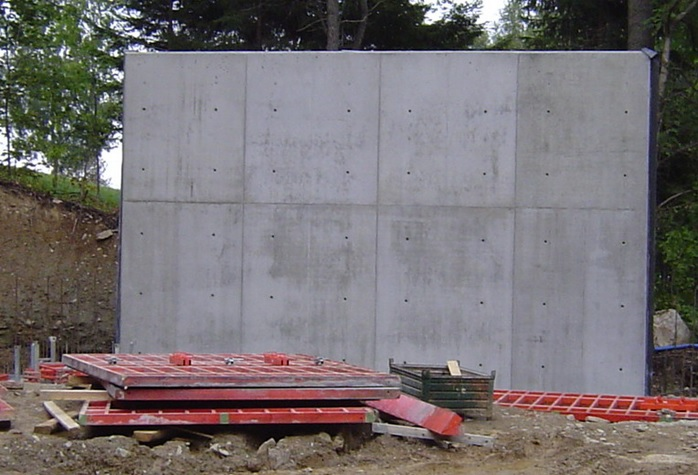
Zkušební plocha pohledového betonu

Vzhled betonových ploch je nutné posuzovat vždy z odstupu, který odpovídá vzdálenosti z níž budou vnímat plochy betonu uživatelé stavby a kolemjdoucí. Posuzují se tyto vlastnosti provedených betonových prvků:
- Pórovitost povrchu
- Vyrovnaná barevnost
- Rovinnost
- Kvalita pracovních spár
- Struktura

U pohledových betonů třídy PB2 a PB3 se doporučuje provést před zahájením prací zkušební (referenční) plochy, u pohledových betonů zvláštní třídy jsou zkušební plochy předepsány.

Vliv odstupu na posuzování vzhledu pohledového betonu
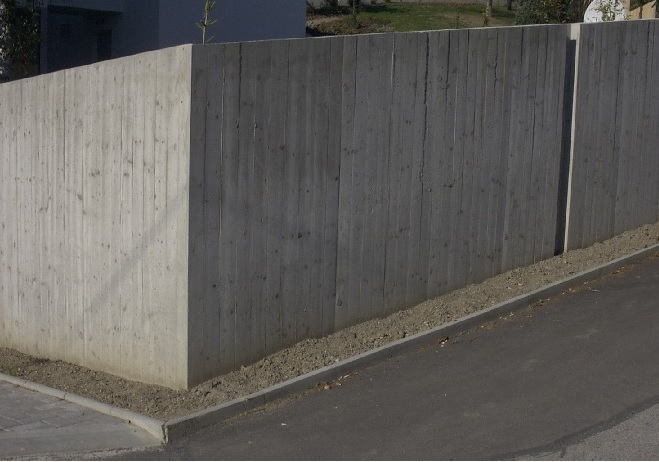
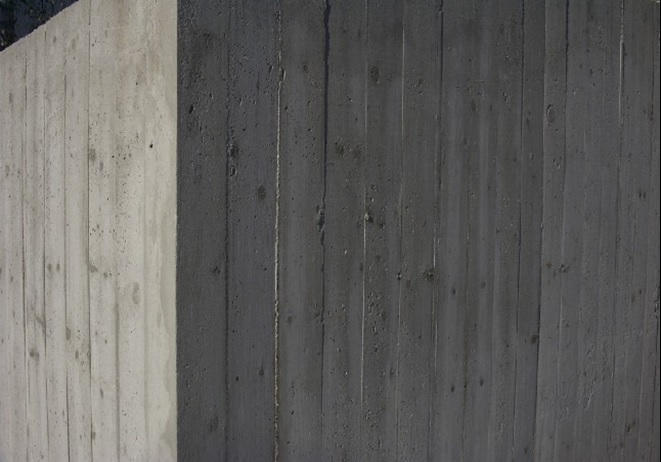
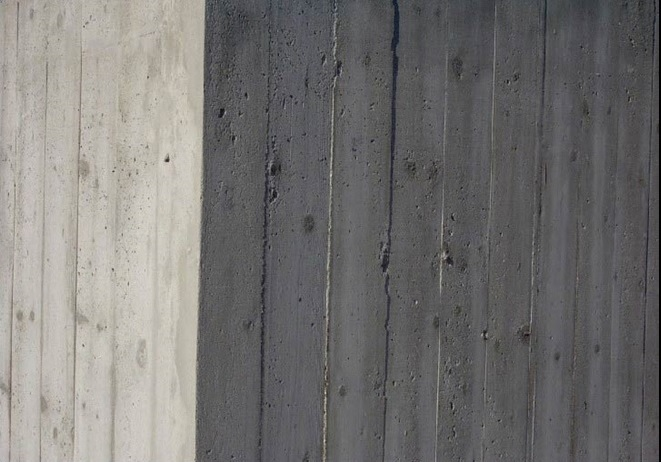
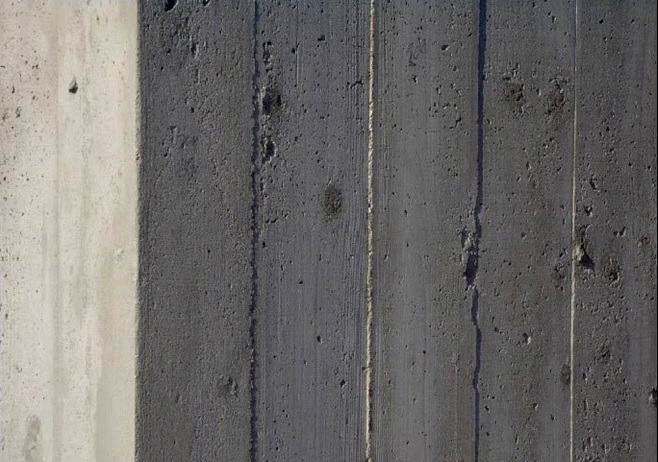